# Вранич, Младен
Младен Вранич (сербохорв. Mladen Vranić; 3 апреля 1930, Загреб, Королевство Югославия — 18 июня 2019, Торонто) — канадский учёный-физиолог югославского происхождения, известный исследованиями диабета, открыватель внепанкреатического глюкагона. Член Королевского общества Канады, член-корреспондент Хорватской академии наук и искусств, лауреат медалей Бантинга и Ренольда от Американской диабетологической ассоциации, почётный доктор Каролинского института, офицер ордена Канады и кавалер ордена Онтарио, член Зала славы канадской медицины.

## Биография
Младен Вранич, родившийся в 1930 году в Загребе, был единственным сыном Владимира и Аны Вранич. Его отец, учёный-математик, преподавал в Загребском университете, но не мог получить профессорскую должность из-за еврейского происхождения. После того, как в 1941 году территория Королевства Югославии была разделена между державами оси и Загреб вошёл в фашистское Независимое государство Хорватия, Враничи бежали из страны в Цриквеницу, оказавшуюся под контролем Италии. Многие их родственники, оставшиеся в Хорватии, погибли в усташских, а позднее немецких концлагерях. Враничи также были направлены в лагерь на итальянской территории — сначала в Кралевице, а затем на острове Раб. Несмотря на тяжёлые условия жизни в лагере, Младен продолжал учёбу и даже занимался спортом.
После падения режима Муссолини в 1943 году германские войска начали брать под свой контроль территории, до этого оккупированные Италией. Когда стало ясно, что Раб будет в ближайшее время захвачен нацистами, Враничам удалось бежать с острова в Таранто, к этому времени уже контролировавшийся англо-американскими силами. Большинство из тех, кто остался в лагере на Рабе, были отправлены нацистами в Освенцим и погибли. Младен с матерью и бабушкой оставался в Таранто до конца войны, хотя его отец уже в 1944 году вернулся в Югославию, где присоединился к партизанам. В Таранто Младен отучился ещё два года, окончив среднюю школу уже на родине.
После школы Младен Вранич поступил в Загребский университет, где его отец к этому времени стал профессором и деканом. Младен учился на физиологическом отделении медицинского факультета, где в это время основным направлением были исследования метаболизма углеводов и диабета (именно в это время диабет был диагностирован и у Владимира Вранича). В ходе учёбы он также участвовал в летних исследовательских программах Венского и Амстердамского университетов. Его докторская диссертация была посвящена кортизольному стимулированию роста островков Лангерганса у морских свинок. Результаты исследования были опубликованы в престижном международном журнале Diabetes.
Защитив докторскую диссертацию, Вранич был заинтересован в постдокторате в США; ему помогли связаться с одним из ведущих специалистов в области диабета Альбертом Ренольдом, но выяснилось, что тот как раз возвращается из Гарварда домой в Женеву. С помощью других коллег Враничу удалось выйти на одного из открывателей инсулина Чарльза Беста, работавшего в Торонтском университете, и в январе 1963 года он получил личное приглашение от Беста стать его студентом-постдокторантом. Молодой югославский учёный стал последним постдокторантом Беста. Его выезд был утверждён МВД Хорватии, но с выездом его жены Магды и двухлетней дочери Ивы возникли проблемы. Их помогла уладить Савка Дабчевич, бывшая ученица Владимира Вранича, к тому времени ставшая депутатом парламента. Магда Вранич, имевшая югославский диплом врача, получила канадскую лицензию лишь через семь лет после переезда.
В процессе постдокторантуры Вранич работал как с Бестом, так и с другими специалистами в области диабета — Джеральдом Реншоллом и Ароном Раппапортом. На определённом этапе ему была предложена преподавательская должность при лаборатории Рахмиэля Ливайна в США, но Вранич предпочёл продолжить работу в Торонто. С получением статуса постоянного жителя в Канаде ему помог министр финансов Канады, к которому обратилась их общая знакомая. В 1971 году в возрасте 11 месяцев умерла вторая дочь Младена и Магды Вранич, Майя, а в 1982 году и сама Магда Вранич скончалась после десятилетней борьбы с раком молочной железы. На следующий год Вранич был назначен помощником главного редактора издания American Journal of Physiology. Он сошёлся с секретаршей издательства, Линдой, и в дальнейшем они поженились. В этом браке родились ещё две дочери — Клэр и Энн.
Творческий отпуск проводил в Женевском университете (1976/1977, в сотрудничестве с Альбертом Ренольдом) и Оксфорде (1986). В конце 1980-х годов одним из первых получил статус приглашённого профессора Загребского университета и в 1989 году организовал в Дубровнике симпозиум по диабетологии. В 1991 году перенёс инсульт, но восстановился достаточно быстро, чтобы в том же году быть назначенным главой отделения физиологии Торонтского университета. После двух лет в должности перенёс экстренное коронарное шунтирование, но через несколько месяцев вернулся к работе. Продолжал вести научную работу даже после 80-летия и в 2015 году стал одним из основателей частной компании, работающей над лекарством от гипогликемии.
Весной 2019 года вышла в свет автобиография Вранича «Между Сциллой и Харибдой — итоги жизненного пути» (англ. Between Scylla and Charybdis: A Life Retrospective). Он умер месяцем позже, оставив после себя жену и трёх дочерей.

## Вклад в науку
Уже докторская диссертация Вранича, посвящённая образованию островков Лангерганса, содержала важные для понимания процессов метаболизма углеводов результаты. Исследование доказывало, что островки Лангерганса формируются в протоках поджелудочной железы и что роль клеток ацинуса в их формировании не критична: образование идёт даже в случаях, когда все клетки ацинуса уничтожены.
Исследования Вранича в Торонто принесли позже ещё несколько важных результатов в сфере понимания обмена веществ и в частности диабета. Уже на раннем этапе ему удалось разработать методику точного применения меченых атомов, позволяющую в сочетании с эугликемическими гиперинсулинемическими клэмп-тестами точно измерять оборот глюкозы в равновесном и неравновесном состоянии. Техника Вранича была использована в первых клинических исследованиях инсулиновой резистентности и гипертриглицеридемии. Занимаясь изучением связи физических упражнений и обмена веществ, Вранич продемонстрировал, что развитие мышечной массы препятствует возникновению гипергликемии и, соответственно, диабетическим осложнениям. По следам этих исследований был организован международный симпозиум, посвящённый роли физических упражнений в предотвращении сахарного диабета 2-го типа. Позже, занимаясь вопросами связи стресса и диабета, Вранич и его коллеги по университету продемонстрировали, что в отличие от постоянного стресса переменный неврологический стресс, подобно занятиям спортом, препятствует развитию диабета.
Младеном Враничем был открыт внепанкреатический глюкагон, вырабатываемый в желудке, что опровергло главенствующую в науке точку зрения, согласно которой конкретные гормоны вырабатываются только определёнными железами. Это открытие также подтвердило важную роль глюкагона в патогенезе диабета. Ещё одна важная сфера исследований Вранича — механизмы возникновения гипогликемии на уровне гипоталамо-гипофизарно-адреналовой оси и поджелудочной железы. Эти исследования завершились получением патента на новую методику предотвращения гипогликемии.

## Награды и звания
В 1985 году на 12-м конгрессе Международной диабетической федерации Младену Враничу была доверена первая в истории лекция памяти Бантинга и Беста. В 1991 году Американская диабетологическая ассоциация наградила профессора Вранича медалью Бантинга — своей высшей наградой за исследовательскую деятельность, присуждаемой одному учёному в год. В 2005 году эта же организация наградила Вранича медалью Ренольда, вручаемой за заслуги в области подготовки новых поколений исследователей.
В 1992 году Вранич стал почётным доктором шведского Каролинского института. Кроме него, этого звания удостаивались только двое представителей Канады. В разное время ему были также присвоены звания почётного доктора Торонтского, Загребского университетов, Университета Саскачевана и Университета Макгилла. С 1997 года он был членом Королевского общества Канады и членом-корреспондентом Хорватской академии наук и искусств.
В 2007 году Младену Враничу была присуждена первая в истории Канадской диабетологической ассоциации премия за дело жизни. В 2009 году его имя было включено в списки Зала славы канадской медицины, а год спустя он стал кавалером ордена Онтарио и офицером ордена Канады. В числе заслуг награждённого перечислялись его исследования в области метаболизма глюкозы, физических упражнений, стресса и гипогликемии, а также преподавательская работа.